# Референдум о деволюции Шотландии (1997)
Референдум о деволюции Шотландии 1997 года был консультативным референдумом, проведённым в Шотландии 11 сентября 1997 года, с целью определить, поддерживается ли создание Шотландского парламента с делегированными полномочиями, и должен ли этот парламент иметь право изменять налоги. Результат был «Да–Да»: большинство проголосовало в пользу обоих предложений, и парламент был создан после выборов в 1999 году. Явка на референдуме составила 60,4%.
Проведение референдума в Шотландии было политическим обязательством, закреплённым в манифесте Лейбористской партии, и его проведение осуществилось в их первый срок полномочий после всеобщих выборов 1997 года, в соответствии с положениями Закона о референдумах (Шотландия и Уэльс) 1997 года. Референдум 1997 года явился вторым по счёту по вопросу деволюции (первый, неудачный состоялся в 1979 году.

## Предыстория
В 1979 году при правительстве лейбористов в Шотландии был проведён референдум, который предусматривал создание Шотландской ассамблеи при условии, что референдум будет поддержан 50% голосов. Однако, после первого подсчета голосов, в закон добавили спорное правило, согласно которому не менее 40% электората должны были проголосовать «за». Хотя 51,6% голосов и было «за», но это составило лишь 32,9% от общего числа избирателей, в результате чего представительная ассамблея так и не была создана. В этом же году, антидеволюционная Консервативная партия выиграла всеобщие выборы 1979 года.
Новое правительство консерваторов во главе с Маргарет Тэтчер отложило решение вопроса деволюции, однако она все же продолжала оставаться важной темой в политической повестке лейбористов.  После неудачного референдума была создана Кампания за шотландскую ассамблею, включившая в себя широкие круги общественности и разные политические движения. Был собран комитет из «выдающихся шотландцев», которые составили и опубликовали в 1988 году знаковый документ «Право на Шотландию», подписанный большинством шотландских политиков, местных советов, профсоюзов и церквей. Было также решено создать Шотландскую конституционную конвенцию, состоящую из действующих депутатов парламента и представителей муниципалитетов.
Лейбористская партия включила в свой предвыборный манифест создание Шотландского парламента и они выиграли на всеобщих выборах 1997 года с подавляющим большинством в 179 мест.

## Вопросы, вынесенные на референдум
Электорату Шотландии было предложено проголосовать по двум вопросам, которые соответствовали обоим предложениям.

На первом бюллетене было написано следующее:
Парламент решил проконсультироваться с населением Шотландии по предложениям правительства о создании Шотландского парламента:
Я согласен с тем, что должен быть Шотландский парламент
или
Я не согласен с тем, что должен быть Шотландский парламент

(Отметить один вариант знаком (X))
На втором бюллетене было написано следующее:
Парламент решил проконсультироваться с населением Шотландии по предложениям правительства о предоставлении Шотландскому парламенту полномочий по изменению налогов:
Я согласен с тем, что Шотландский парламент должен иметь полномочия по изменению налогов
или
Я не согласен с тем, что Шотландский парламент должен иметь полномочия по изменению налогов

(Отметить один вариант знаком (X))

## Кампания
Шотландские лейбористы, Шотландская национальная партия (SNP), Шотландские либеральные демократы и Шотландские зелёные агитировали за голосование «да» по обоим предложениям, в то время как Шотландские консерваторы выступали против обоих предложений. Лейбористский депутат Там Дейэлл выступал против создания парламента, но согласился с тем, что если парламент будет создан, то он должен иметь полномочия по изменению налогов.

Официальная кампания за голосование «да» (стилизованная как "Scotland FORward"), возглавлялась бизнесменом Найджелом Смитом и была сформирована из групп общественников, ранее сформировавших Шотландскую конституционную конвенцию, а также из активистов  Шотландской национальной партии. Кампанию в целомиподдержали лейбористы, ШНП, либеральные демократы и зелёные.
Официальную кампанию против ("Think Twice"), возглавлял Брайан Монтейт, бывший помощник консервативного депутата Майкла Форсайта. В состав его совета входили Дональд Финдли, ректор Университета Сент-Эндрюс и заместитель председателя футбольного клуба «Рейнджерс», а также старший консервативный пэр лорд Фрейзер. Однако кампания столкнулась с трудностями в привлечении поддержки бизнеса, так как представители последнего опасались противостоять проекту, который имел такую поддержку нового правительства с большим большинством.
Агитация на референдуме была приостановлена в период между смертью и похоронами Дианы, принцессы Уэльской. Предполагалось, что шотландский референдум мог быть отложен, но для этого потребовался бы созыв парламента Соединённого Королевства и внесение поправок в Закон о референдумах.

## Последствия и значение
По результатам голосования на референдуме, Парламент Великобритании подготовил и принял Акт  о парламенте Шотландии в 1998 году. Закон разграничивал компетенцию Вестминстера относительно законотворческой деятельности парламентов двух уровней, а также наделял широким рядом компетенций создаваемый исполнительный орган — впоследствии переименованный в правительство Шотландии.
Референдум 1997 года ознаменовал резкий скачок в развитии деволюции по всему Сокдиненному Королевству, способствовал формированию правительства национального большинства во главе с ШНП (2007г.), а также проложил путь к Референдуму о независимости Шотландии  2014 года.